# Płonka (przystanek kolejowy)
Płonka – nieczynny przystanek osobowy  w miejscowości Płonka Kościelna na linii kolejowej nr 36, w województwie podlaskim, w Polsce.
Przystanek znalazł się na liście podstawowej obiektów przewidzianych do przebudowy w ramach Rządowego Programu budowy lub modernizacji przystanków kolejowych na lata 2021-2025.